# 黃馮基
黃馮基，（未知—1787年），白鶴雲谷人，越南後黎朝末期的軍事人物，封碩武公。

## 生平

### 招安為官
最初，黃馮基與阮有求在北河起義對抗鄭主政權。景興七年（1746年），黃馮基接受朝廷招安。期後，黃馮基成為朝廷官軍將領協助討伐游賊，他在景興二十七年（1766年）以山西畱守身份討平了山西游賊和興化草寇。景興二十九年（1768年），朝廷在黃馮基建議下出大兵圍剿黃文質。
景興三十五年（1774年），黃馮基已經被加封為碩武侯，其時他作為部將跟隨黃五福南征，大軍順利平定阮主政權的富春，並繼續南下與西山政權交戰。當時西山將領阮集亭的部下多廣東人，作戰勇猛，黃五福的前隊不能抵擋，黃馮基與黃廷體在戰場上以輕騎突入殺西山士兵甚眾，最終使得阮集亭軍隊敗走。鄭兵追擊至青河社而止，並招安了阮岳，隨後於十月北返回國。
景興三十九年（1778年），黃馮基以大司空、左右步軍督領身份往征水匪，隨後順利平定，得到鄭森的陞賞。
景興四十五年（1784年），黃馮基已官至山南鎮守、碩郡公。鄭森的長子鄭棕推翻了同父異母的弟弟鄭檊稱王，然而手下的三府兵自恃有功而十分驕橫，黃馮基於是和佃岳侯阮條一起密謀入京誅殺驕兵，但最終驕兵劫持王府不能成功。景興四十六年（1785年）三月，黃馮基改任山西鎮守。

### 拒敵西山
景興四十七年（1786年）六月，西山朝的阮文惠打著「扶黎滅鄭」的旗號，率武文任、阮有整進攻北河的鄭主。鄭棕先是派泰亭侯鄭自權率兵抵抗，然而麾下丁鍚壤、范吳俅、黃廷體等部接連大敗，阮文惠趁勢攻入其都昇龍近畿。鄭棕問計於參從陳功爍，功爍對曰「京師天下根本，不可遠離。倘有緩急，亦當背城一戰」，於是鄭棕召黄冯基入衛。黄冯基入京後向鄭棕說「臣父子九人，願以死報國，誓不與此賊俱生」，鄭棕壯之，賜餉銀五千兩，黄冯基於是率山西兵到萬春湖，又以水軍陳船于翠靄江對陣。當時西山軍乘東南風擊破水軍，砍殺偏將管前優隊阮仲𤒈、管前擇隊吳景桓，隨後西山軍乘其不備上岸，突襲正在用飯的黄冯基軍隊，官兵死者不可勝計。黄冯基八個兒子有六個在此役力戰而死，只有剩餘的兩個兒子保護黄冯基奪路而走。
七月，西山阮惠在昇龍消滅鄭主政權，鄭棕自殺身亡，黎顯宗隨後也病亡，於是阮惠允許皇太孫黎維即位，是為昭統帝。阮惠撤軍南還後，鄭家的親屬鄭棣在文江招集兵馬，率領鄭府舊部渡靑池至西龍宮，夜鳴樓鼓，召集百官，要求鄭棣襲王位，但後來一番權力鬥爭後，鄭家最終推舉避居彰德的鄭槰即王位、總國政，是為晏都王。當時昭統帝和鄭槰爭權，黃馮基自山西招募兵馬入京後選擇支持鄭槰，使得鄭槰最終掌握大權，而黃馮基則出任中軍左都督掌府事，加爵碩武公。
冬十一月，由於當時昭統帝「每事牽制朝廷，紛然無定」，鄭府大臣楊仲謙勸鄭槰誅殺帝黨，廢立黎帝，鄭槰心動並引兵犯闕，昭統帝也召集皇親舊兵入衛，京城大亂。黃馮基向來與楊仲謙不和，也不想自己犯下惡名，因而率本部兵驅逐鄭兵，謀反之事於是失敗。然而，昭統帝因極為憤怒而密詔阮有整入衛勤王，阮有整召集兵馬接連大破鄭兵，長驅而進，黃馮基認為自己勢孤，於是便扔棄鄭槰引兵返回山西。
昭統元年（1787年），阮有整在掌握政權後權勢更甚鄭主，號稱「屢廢朝謁，肆門下所爲，四方豪傑失望，所在驅煽，莫不以續鄭、誅有整爲名」。八月，黃馮基以誅殺阮有整、扶持黎室爲名引兵東下，檄令廣、國諸路舉兵入衛，黃軍先在大馮擊敗阮有整部將阮遹，兒子黃嘉建議乘勝長驅直抵京城，黃馮基卻說「吾擒有整，如捕小兒耳。且暫休追奔未晚」。阮遹見黃軍未追，於是收捨部卒，調頭突擊，正在造飯的黃軍始料未及，全軍大潰，馮基與其子騎象力鬭，遹兵四面圍之，阮有整又領兵抵達突軍合射，馮基自象而落，被檻送京師。阮有整原擬斬首示眾，但昭統帝以黃馮基曾經挫敗鄭槰謀反，改賜自鴆仰藥而死。

## 評價
《欽定越史通鑑綱目》：「黃馮基亦反覆之徒耳，何得稱爲名將。」